# Conorbela
Conorbela é um gênero de gastrópodes pertencente a família Pseudomelatomidae.

## Espécies
- Conorbela antarctica (Strebel, 1908)